# Bolsa Oficial de Café
Bolsa de Café, ou o Palácio da Bolsa Oficial de Café, foi um centro de negociação de café e atualmente é um museu localizado na rua XV de Novembro, no centro histórico do município de Santos, estado de São Paulo, Brasil. Após um restauro realizado em 1998, o palácio foi reinaugurado como o Museu do Café.

## Antecedentes
A Bolsa Oficial do Café, em Santos, foi criada pela Lei Estadual no 1416, de 14 de julho de 1914, para atender ao grande movimento comercial do café na cidade de Santos.

## A Bolsa

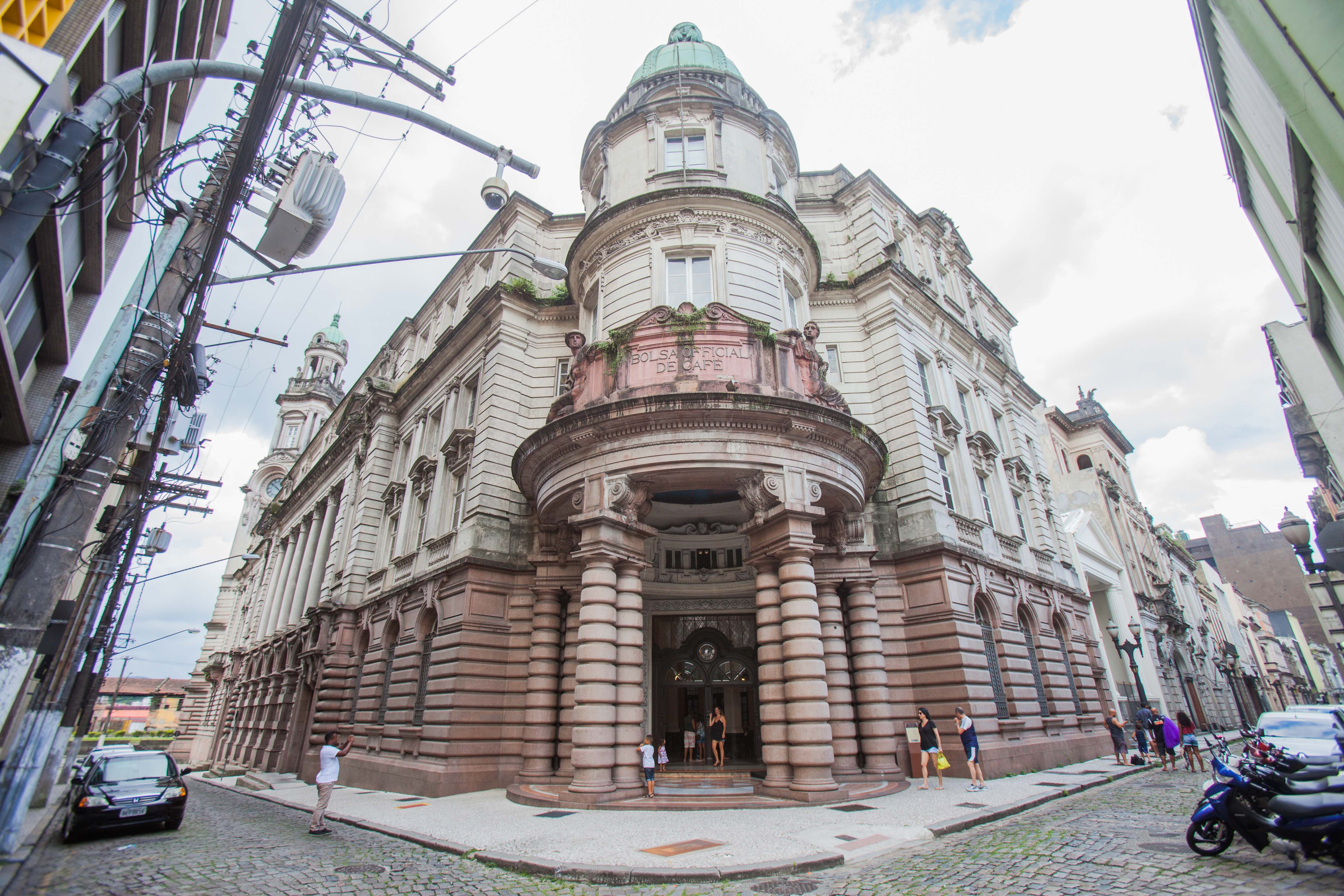
Bolsa do Café vista da Rua Frei Gaspar

Primeiramente instalada em um salão alugado no centro da cidade, a Bolsa do Café transferiu-se em 1922 para o palácio, construído especialmente para suas atividades, que funcionou até fins da década de 1970, quando foi abandonado.
Criada por decreto federal, ela iniciou suas atividades em 1917 em uma pequena repartição na rua XV de Novembro com a rua do Comércio, no centro da cidade. O local contava com salas funcionais que pouco diferiam do ambiente interno de Comissárias ou Exportadoras da época.
Com o aumento do volume das negociações, a construção de uma sede própria passou a assunto prioritário. E, de uma pequena repartição a um palácio, a história da nova sede da Bolsa Oficial de Café traduz arquitetonicamente a construção simbólica do espaço a ser ocupado pelo café no Brasil e no exterior.

## Arquitetura
A construção do Palácio, de estilo eclético, é considerada a mais importante obra do período, tendo sido a primeira edificação do estilo a ser tombada pelo Instituto do Patrimônio Histórico e Artístico Nacional (IPHAN), em 2009. Com cúpulas de cobre, grandes esculturas, vitrais, mármores, o trabalho de artífices estrangeiros e obras de arte construíram o discurso que relacionava a elite cafeeira aos primeiros bandeirantes enquanto construtores pioneiros de uma nação capitaneada por São Paulo.

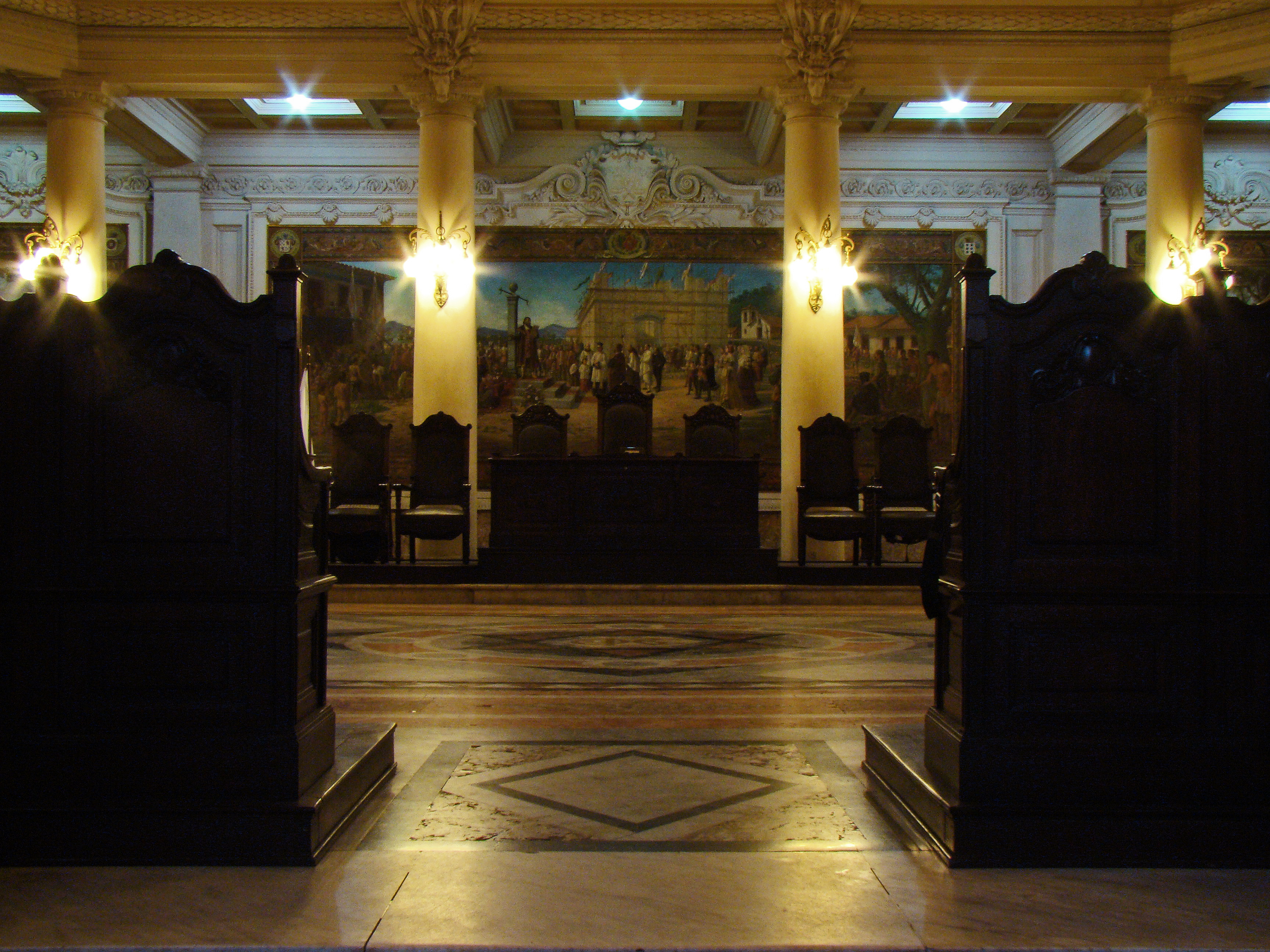
Sala do Pregão. O último pregão aconteceu na década de 1950

Os painéis e o vitral de Benedito Calixto, na portentosa sala do pregão, tem importância fundamental na tradução visual deste discurso: no tríptico, o pintor imagina a cena de leitura do foral da Vila de Santos por Braz Cubas; nos painéis laterais, a representação da Vila de Santos em 1822 em comparação à cidade em 1922; e, finalmente, o vitral que cria – com bandeirantes, a agricultura, o porto, e o café – uma mitologia da nação.

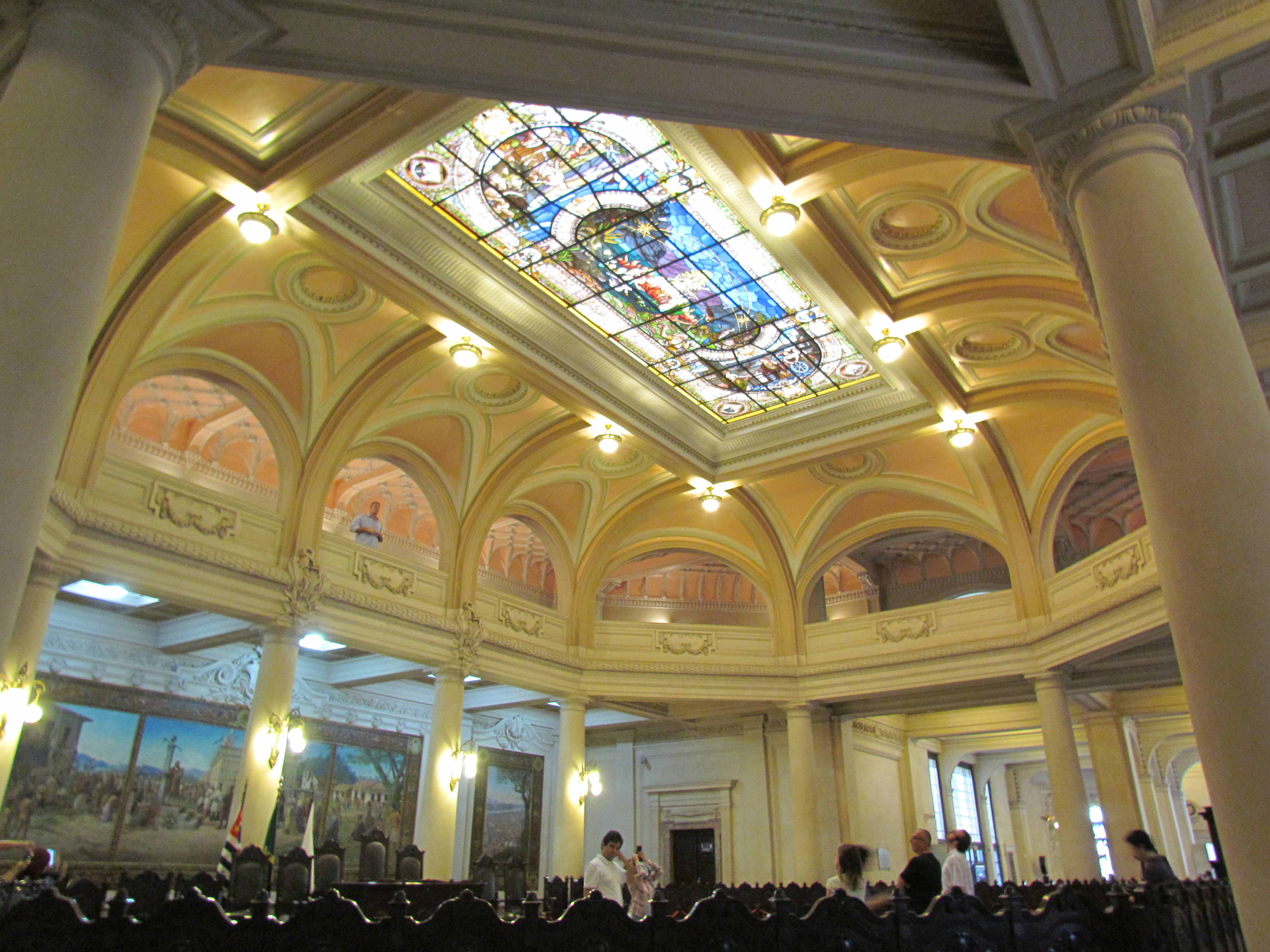
O vitral "A visão de Anhanguera" no teto do grande salão da Bolsa do Café

Todo esse complexo e denso conjunto de informações, aliados a diversos símbolos maçons - como a estrela de seis pontas no chão do pregão, a organização do cadeiral e as colunas - passam uma clara mensagem da força da presença do café na riqueza do Brasil.

## Museu do Café

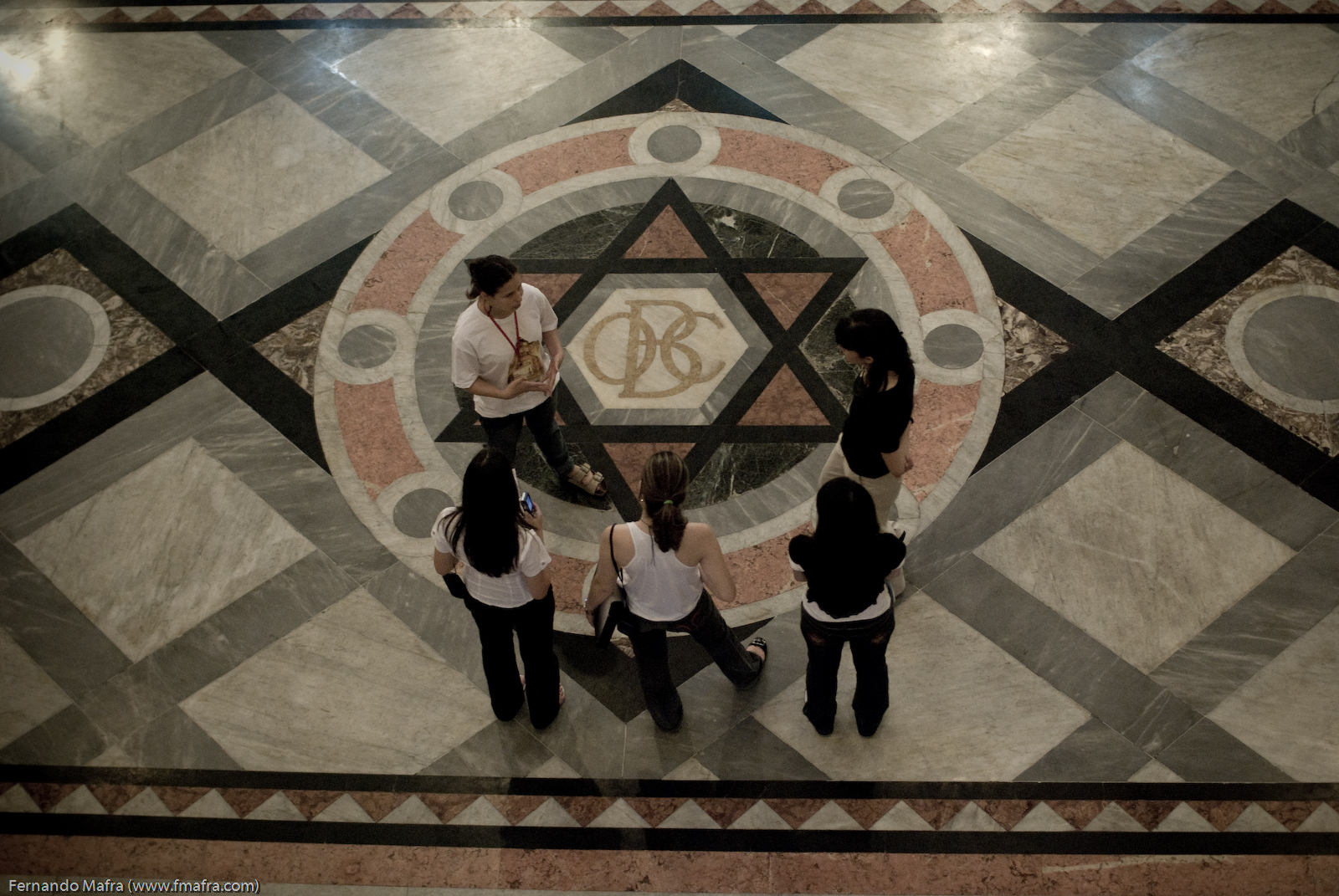
Visitantes no interior do edifício, com o chão ornamentado com a Estrela de Davi

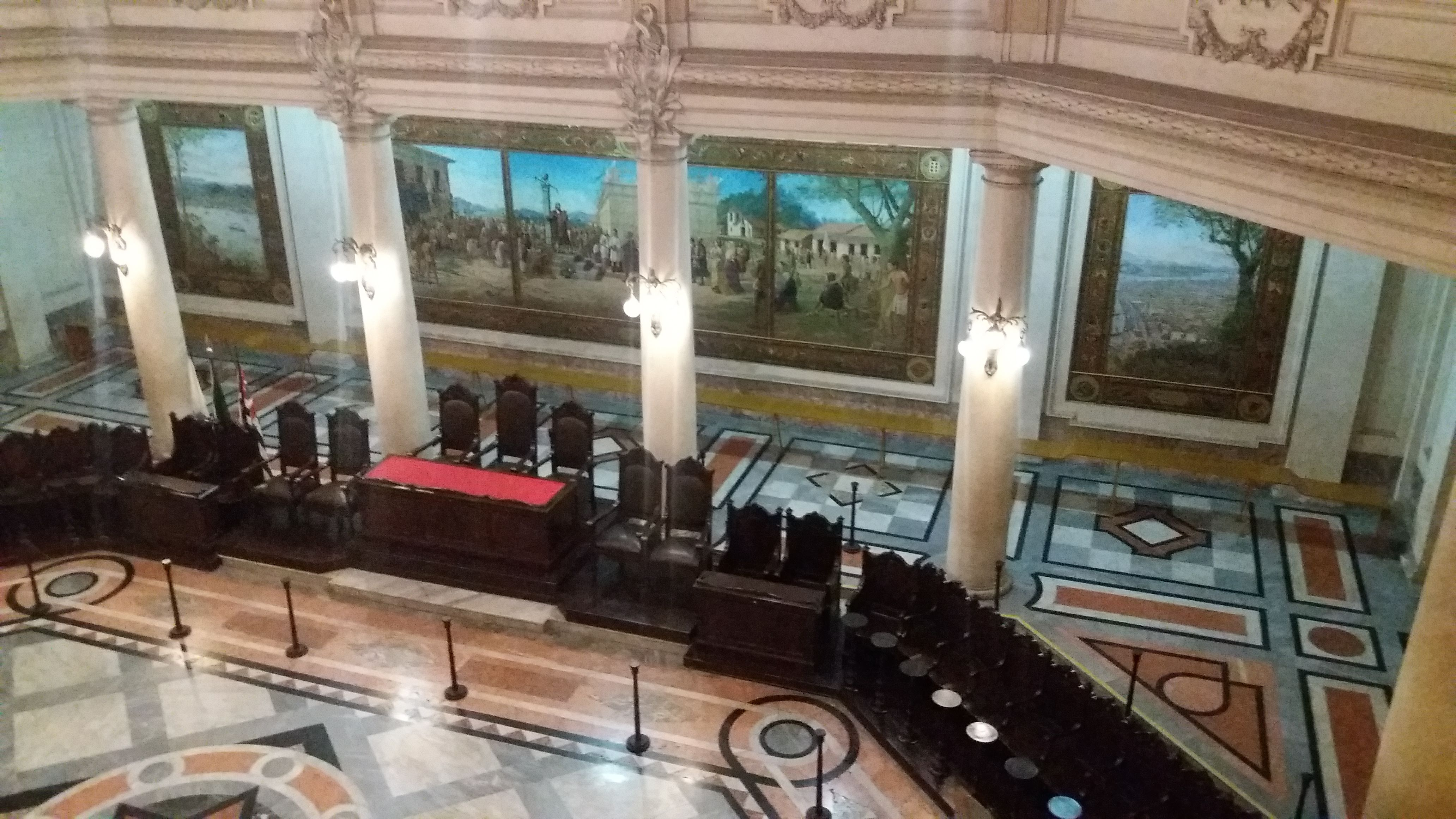
Bolsa do Café

Um dos principais pontos turísticos da cidade de Santos, o Museu do Café foi criado em 1998 com o objetivo de preservar e divulgar a histórica relação entre o café e o país. Entre objetos e documentos que formam seu acervo é possível perceber como a evolução da cafeicultura e o desenvolvimento político, econômico e cultural do país estão intimamente ligados.

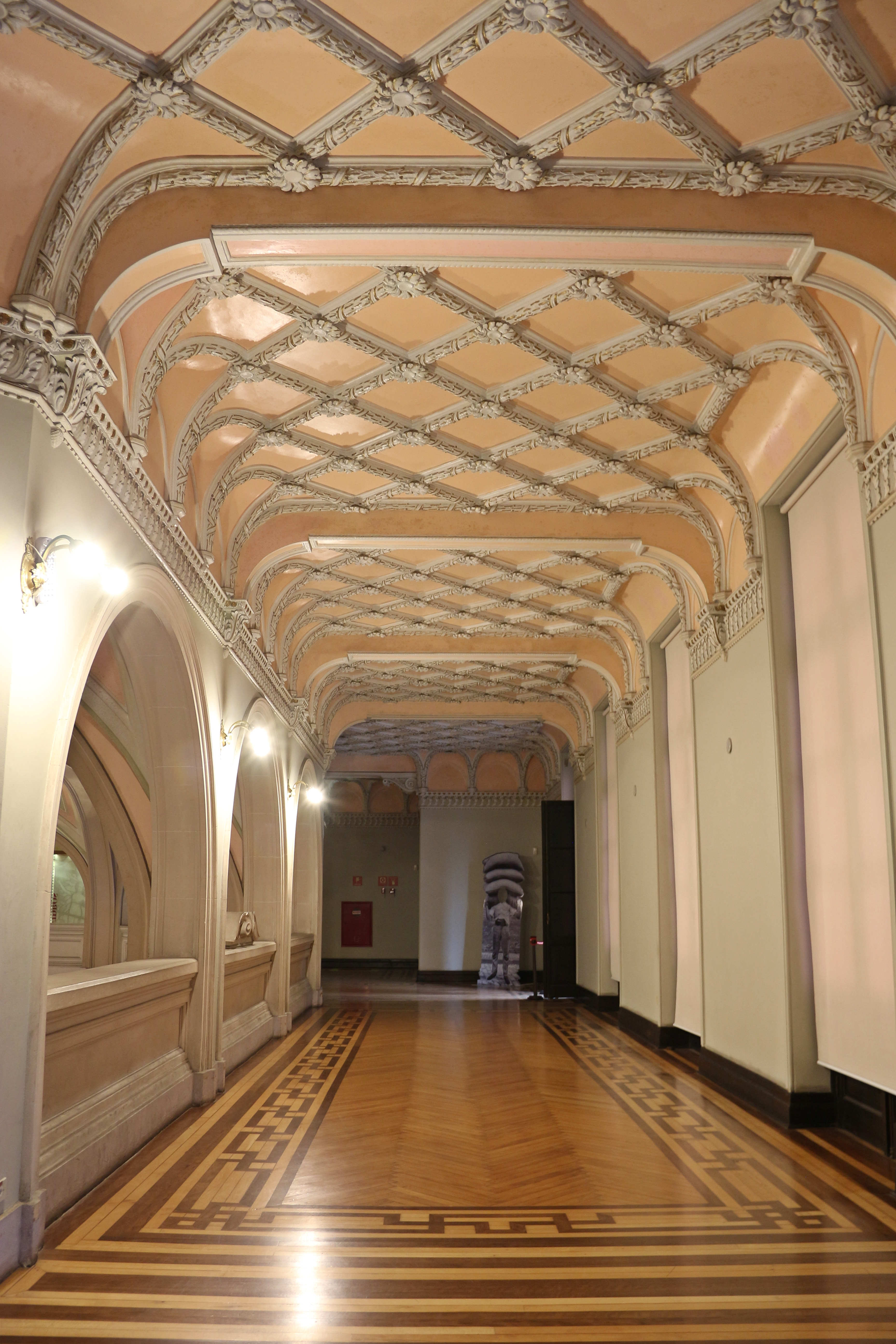
Bolsa do Oficial do Café

A estreita relação entre a cafeicultura e o desenvolvimento do Brasil está registrada na exposição de longa duração “A trajetória do café no Brasil”. Dividida em três módulos - O café e o trabalho, Café e novas rotas e Santos e o porto – a mostra permite ao visitante uma verdadeira viagem no tempo. O passeio pela história começa com a chegada das primeiras mudas da planta ao país, passa pela profissionalização das plantações e da mão de obra, a chegada dos imigrantes japoneses e europeus para o trabalho nas lavouras e ajuda a contextualizar, por meio de painéis e maquetes, a riqueza e o progresso impulsionados pelo café, como a expansão da malha ferroviária no Estado de São Paulo e o desenvolvimento do porto de Santos, por exemplo.
O Museu do Café também realiza regularmente exposições temporárias que contemplam épocas e aspectos pontuais da história do café no Brasil. Em suas instalações, o Museu do Café ainda possui um Centro de Informação e Documentação – que conta em seu acervo com diversas publicações e documentos sobre o café e sua história e está aberto ao público para visitação gratuita – e o Centro de Preparação de Café, que disponibiliza cursos relacionados ao conhecimento e ao preparo da bebida.
Mais do que o principal responsável pela preservação da história do café, o Museu do Café é também referência na comercialização do produto por meio de sua cafeteria. Inaugurada em 2000, a Cafeteria do Museu possui em seu cardápio diversas opções de bebidas que têm o café como principal ingrediente. Além disso conta com grande variedade de grãos, produzidos em diferentes regiões do Brasil, à disposição dos visitantes para apreciar na hora ou levar para casa. Atualmente a Cafeteria do Museu trabalha com os cafés Cerrado de Minas, Sul de Minas, Alta Mogiana, Chapadão do Ferro, Blend da Cafeteria, Orgânico, Vale da Grama, e Jacu Bird Coffee. Este último é o café mais caro e raro do Brasil, obtido com os grãos expelidos pelo pássaro Jacu, que se alimenta dos frutos do café.